# Chez Wam
 (novembre 2022).
Pour les articles homonymes, voir WAM.
Chez Wam (pour Work after midnight) est une entreprise de production de télévision et de cinéma, créée par Alain Chabat le 2 juin 1994.

## Organisation et activités
Chez Wam possède une filiale à 100 %, la société Wam Films, structure créée en mai 2002 à Los Angeles et gérée par Stéphanie Danan.
Chez Wamusic, sa filiale à 100 %, s'occupe de l'édition musicale.
La société produit aussi quelques livres, comme le making of en papier de RRRrrrr !!!, réalisé avec les Éditions Les Arènes.

## Production

### Cinéma
- 1997 : Didier d'Alain Chabat
- 2002 : Astérix & Obélix : Mission Cléopâtre d'Alain Chabat
- 2004 : RRRrrrr !!! d'Alain Chabat
- 2006 : Prête-moi ta main d'Éric Lartigau
- 2008 : La personne aux deux personnes de Nicolas & Bruno
- 2008 : Un monde à nous de Frédéric Balekdjian
- 2008 : Bébés de Thomas Balmès (documentaire)
- 2010 : Ensemble c'est trop de Léa Fazer
- 2012 : Sur la piste du Marsupilami d'Alain Chabat
- 2012 : Mille mots de Brian Robbins (sous le nom Work After Midnight Films)
- 2013 : Turf de Fabien Onteniente
- 2017 : Santa et Cie d'Alain Chabat
- 2019 : Play d'Anthony Marciano

### Télévision
- 2001-2019 - Burger Quiz (jeu télévisé originellement diffusé sur Canal+ puis sur TMC à partir de 2018)
- 2005 - Le Euj (jeu télévisé diffusé sur TF1)
- 2006 - Avez-vous déjà vu..? (série de très courts métrages d'animation diffusés sur M6)
- 2008 - Rien dans les poches  de  Marion Vernoux (téléfilm)
- 2022 - Le Late avec Alain Chabat (émission de divertissement quotidienne diffusée sur TF1 pendant 10 numéros)

### Vidéo
- 1999 - Bricol' Girls d'Alain Chabat
- 2000 - Authentiques - Un an avec le Suprême d'Alain Chabat et Sear (documentaire)
- 2000 - Kitchendales de Chantal Lauby
- 2007 - Garage Babes de Julien Pelgrand